# 宜蘭庁

1915年当時の行政区画

宜蘭庁（ぎらんちょう）は、日本統治時代の台湾の地方行政区分のひとつ。

## 歴史

### 沿革
- 1897年（明治30年）6月10日 - 台北県宜蘭支庁の領域から新設される[1]。支庁の下に頭圍弁務署、宜蘭弁務署、羅東弁務署、利澤簡弁務署が置かれる。
- 1901年（明治34年）11月 - 弁務署が出張所に再編され、宜蘭、礁渓、頭圍、東港、羅東、叭哩沙、利澤簡、蘇澳の8つの出張所が置かれる。同年、三県四庁から二十庁に改められ、頭圍、羅東、叭哩沙の3つの支庁が置かれる。
- 1909年（明治42年）11月23日 - 深坑庁坪林尾支庁を編入する。
- 1917年（大正6年）8月1日 - 南澳支庁を新設する。
- 1920年（大正9年）9月1日 - 台北庁、桃園庁三角湧支庁と合併し台北州宜蘭、羅東、蘇澳郡となる（坪林尾支庁を除く）。

## 行政

### 歴代庁長
- 西郷菊次郎：1897年5月27日 - 1902年11月28日
- 佐藤友熊：1902年11月28日 - 1903年9月16日
- 中田直温：1903年9月16日 - 1909年10月25日
- 小松吉久：1909年10月25日 - 1920年2月6日
- 荒巻鉄之助：1920年2月6日 - 1920年9月1日